# Kicz (struga)
Kicz – struga w województwie kujawsko-pomorskim, w powiecie tucholskim. Wypływa z jeziora Żalińskiego w Żalnie, uchodzi w Piszczku do Brdy. Długość strugi wynosi ok. 21,63 km.